# Pallenoides amazonica
Pallenoides amazonica är en havsspindelart som beskrevs av Stock, J.H. 1975. Pallenoides amazonica ingår i släktet Pallenoides och familjen Callipallenidae. Inga underarter finns listade i Catalogue of Life.